# Cerbalus aravensis
Cerbalus aravaensis je vrsta pajka, ki so ga odkrili leta 2010 v Aravi, na izraelsko-jordanski meji. Novo vrsto pajka je odkrila skupina biologov Univerze v Haifi. Pajek ima razpon nog okoli 15 cm.
Cerbalus aravaensis je plenilska vrsta pajka, ki je aktiven ponoči, najbolj v vročih poletnih mesecih. Na plen preži v podzemnem skrivališču, katerega vhod zamaskira s posebnimi vrati, ki jih naredi iz zlepljenih zrn peska.
Pajka so odkrili v sipinah Samar, zadnjih sipinah v tem delu sveta, zaradi česar je habitat te vrste močno ogrožen. Sipine ogroža agrarizacija območja, ki danes pokriva le še polovico nekdanje površine. Usoda sipine je še bolj negotova, ker Izrael na tem območju načrtuje obnovitev rudarstva.